# Chambre de commerce et d'industrie de Seine-et-Marne
La chambre de commerce et d'industrie de Seine-et-Marne est une chambre de commerce et d'industrie territoriale (CCIT) rattachée à la chambre de commerce et d'industrie de région Paris Île-de-France. Elle est issue de la fusion des chambres de commerce et d'industrie de Melun et de Meaux, fin 2004.
La CCI Seine-et-Marne en quelques chiffres :
- 44 372 entreprises ressortissantes au 1er juin 2014
- 60 élus bénévoles et 30 membres associés, tous dirigeants d'entreprises
- 300 collaborateurs salariés

Outre son siège situé à Serris, ses activités sont réparties sur 8 autres sites : Avon/Fontainebleau, Champs-sur-Marne (Cité Descartes), Chessy/Val d'Europe, Melun, Meaux centre, Meaux ZI sud, Provins et Émerainville.

## Missions
La vocation des CCI est de contribuer au développement économique des entreprises et de leur territoire.

### Domaines d'intervention
La CCI Seine-et-Marne intervient principalement dans 3 domaines :
- l'appui aux entreprises : information, conseil et appui des entreprises dans toutes les phases de leur développement ;
- la formation : formation des jeunes et des cadres nécessaires aux entreprises et aux besoins du marché ;
- la consultation : représentation des entreprises et du monde économique auprès des acteurs publics.

### Publics cibles
La CCI Seine-et-Marne s'adresse à un public extrêmement large et diversifié :
- les entreprises, en premier lieu : créateurs ou repreneurs, en développement ou en difficulté, de tout type d'activité (commerce, industrie et services), quelle que soit leur taille ;
- les acteurs publics : État, collectivités locales, parlementaires, etc. ;
- le grand public : jeunes (en recherche d'orientation et/ou de formation), apprentis, salariés, porteurs de projets souhaitant créer une entreprise...

## Implantations
Outre son siège situé à Serris, les activités de la CCI Seine-et-Marne sont réparties sur 8 autres sites : Avon/Fontainebleau, Champs-sur-Marne (Cité Descartes), Chessy/Val d'Europe, Melun, Meaux centre, Meaux ZI sud, Provins et Émerainville.

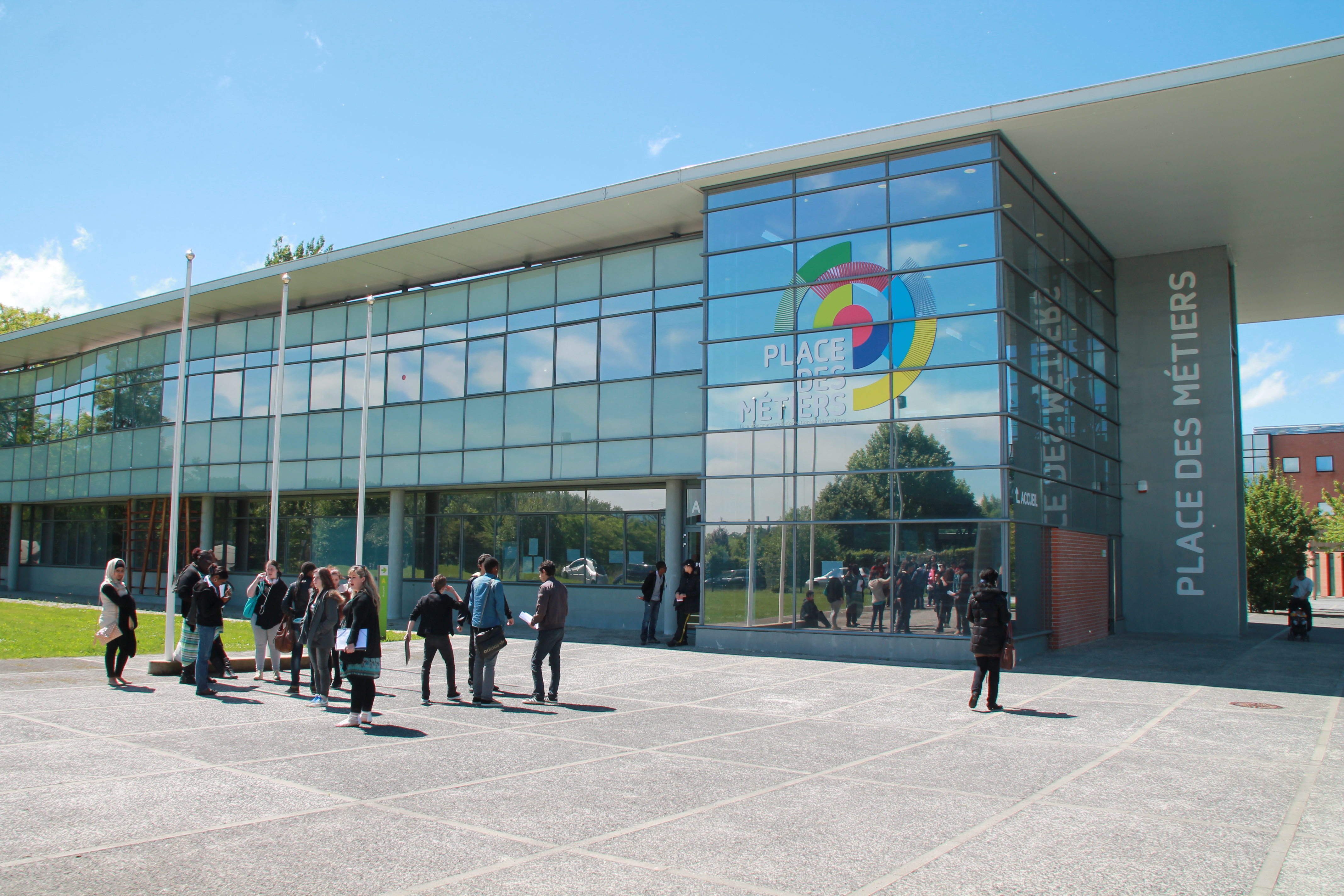
CFA UTEC à Emerainville

### Le CFA UTEC
Le CFA UTEC accueille chaque année plus de 2 000 apprentis âgés de 16 à 29 ans.[réf. nécessaire]
L’UTEC compte 4 sites de formation en Seine-et-Marne :  Avon - Fontainebleau, Emerainville - Marne-la-Vallée, Melun et Provins qui prépare à 50 diplômes, représentant plus de 100 métiers, du CAP au Bac +5.

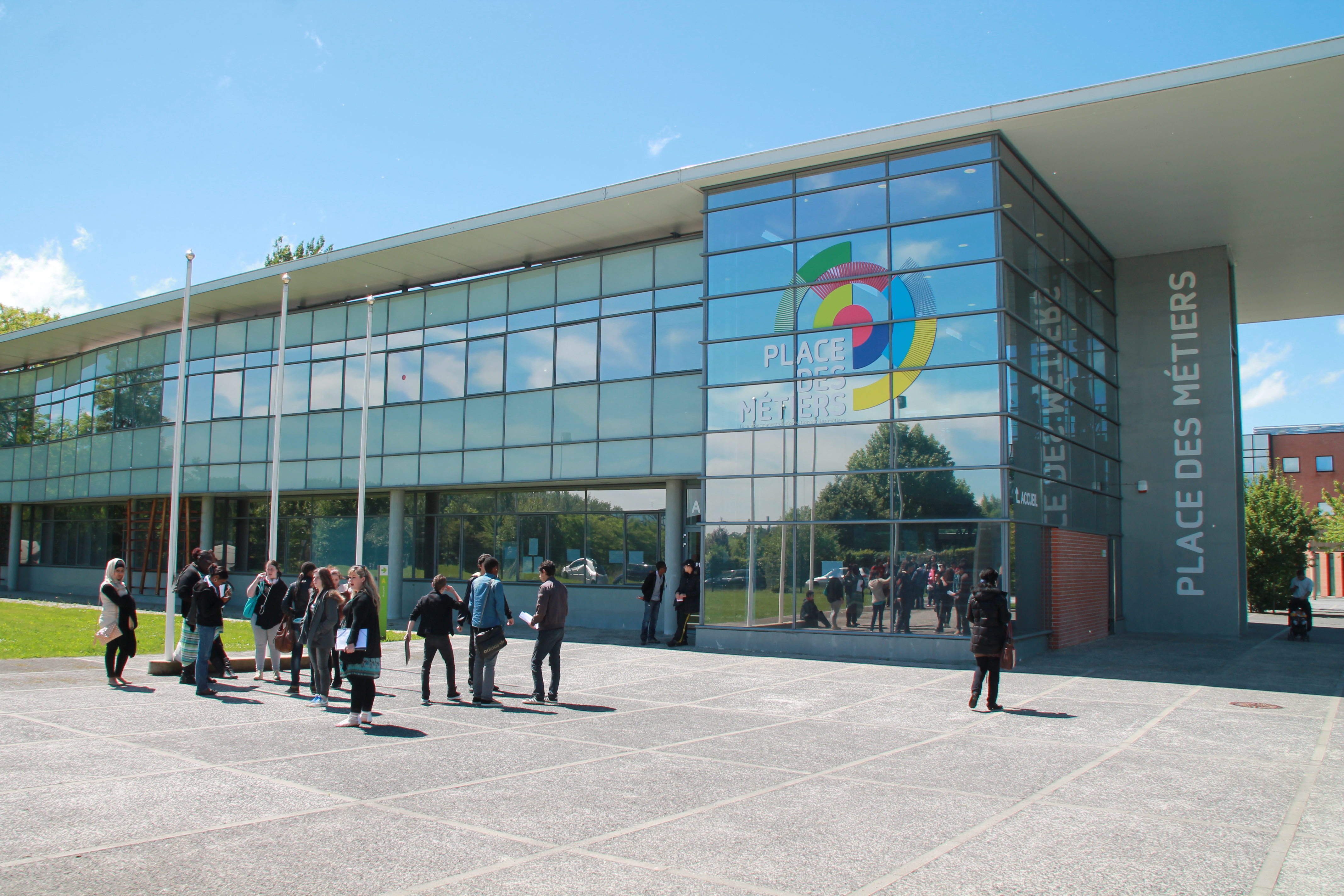
La Place des Métiers/Cité des Métiers de Seine-et-Marne, à Émerainville (Marne-la-Vallée).

### La Place des Métiers/Cité des Métiers de Seine-et-Marne
La Place des Métiers/Cité des Métiers de Seine-et-Marne vise à informer sur l’évolution des métiers et de l’emploi et sélectionner les parcours de formation les plus adaptés à chacun.

## Mandature 2010-2015
La CCI Seine-et-Marne compte 60 élus dont 9 siègent également à la CCI Paris Ile-de-France. La répartition des sièges est effectuée par catégorie : 16 pour le commerce, 19 pour l’industrie et 25 pour les services.
Lors de leur Assemblée Générale du 28 novembre 2011, les élus de la CCI Seine-et-Marne ont affirmé leur ambition pour le département et déterminé leurs priorités d'action pour les cinq ans à venir. Les orientations stratégiques, déclinées en 15 actions, s’articulent autour de trois grands axes :
- « Vous connaître » : connaître les besoins des entreprises et les enjeux des territoires ;
- « Vous accompagner » : Contribuer à la compétitivité et à la pérennité des Entreprises au sein de leur territoire ;
- « Vous représenter » : porter la voix des entreprises.

## Financement
Les ressources de la CCI Seine-et-Marne proviennent de 5 sources :
- Taxe pour frais de CCI : 50 %
- Subventions : 17 %
- Vente de prestations : 14 %
- Taxe d'apprentissage : 11 %
- Produits exceptionnels et autres produits : 8 %

## Historique
- Depuis le 22 novembre 2021, la CCI Seine-et-Marne est présidée par Jean-Charles Herrenschmidt
- 1er janvier 2005 : création de la CCI Seine-et-Marne
- 1er septembre 2004 : décret de création de la CCI Seine-et-Marne
- 15 décembre 2003 : les deux assemblées générales des élus des chambres de commerce et d’industrie de Meaux et de Melun se sont prononcées pour la création de la chambre de commerce et d’industrie de Seine-et-Marne, consécutive à la dissolution des CCI de Meaux et de Melun.
- 22 novembre 1899 : décrets de création des CCI de Meaux et de Melun

## Pour approfondir